# Vena cava
La vena cava è il più grande condotto venoso dell'organismo. Il suo ruolo è quello di convogliare il sangue desossigenato, refluo da organi e tessuti, nell'atrio destro della pompa cardiaca. È anche il vaso sanguigno più grande.
La vena cava è in realtà distinta in due vasi, la vena cava superiore e la vena cava inferiore, entrambe drenanti nell'atrio destro, ma differenti sia sul piano morfologico che embriologico.
La cava superiore drena il territorio superiore: arti superiori, collo e testa e dirige il sangue avanti e in basso e medialmente, nell'atrio destro.
La cava inferiore drena torace, addome, pelvi e arti inferiori. Trasporta anche i nutrienti assorbiti a livello enterico. Nel feto, nella sua porzione sovraepatica, trasporta il sangue proveniente dalla placenta, contenendo quindi ossigeno e nutrienti. Dirige il sangue verticalmente in alto, nel foro ovale, che sbocca in atrio sinistro. Foro aperto nel feto, si chiude alla nascita.